# Пастухов Віктор
Віктор Леонідович Пастухо́в (2 березня 1969, Рівне) — український спідвейний гонщик. 
Чемпіон СРСР у командному заліку. Майстер спорту.

## Кар'єра
Вихованець рівненського спідвею.
У складі ровенського «Сигналу» дебютував 11 червня 1986 р. у домашній зустрічі з командою „Тайфун” (Еліста). У 2-х заїздах набрав 1 пункт.
У другій половині 80-их разом з Володимиром Колодієм становив юніорську «ударну силу» рівненської команди, яка тричі поспіль (1985-1987) здобувала титул найсильнішої команди СРСР.
Триразовий фіналіст Особистого чемпіонату СРСР серед юніорів: 1986 р. — 9 місце (6 пунктів), 1987 р. — 5 місце (8 пунктів), 1988 р. — 7 місце (8 пунктів).
В результаті отриманої травми завершив виступи у віці 22 років.

## Досягнення

### В Україні
- Срібний призер особистого чемпіонату України — 1988
- Срібний призер командного чемпіонату України — 1988 (у складі команди Львівської області)

### В СРСР
- Дворазовий Чемпіон СРСР у командному заліку — 1986, 1987 (у складі «Сигнал» Рівне )